# Christopher Duplanty
Christopher („Chris”) David Duplanty (ur. 21 października 1965 w Palo Alto (Kalifornia)) – amerykański piłkarz wodny, zdobywca srebrnego medalu Igrzysk Olimpijskich w Seulu.